# Помбальський стиль

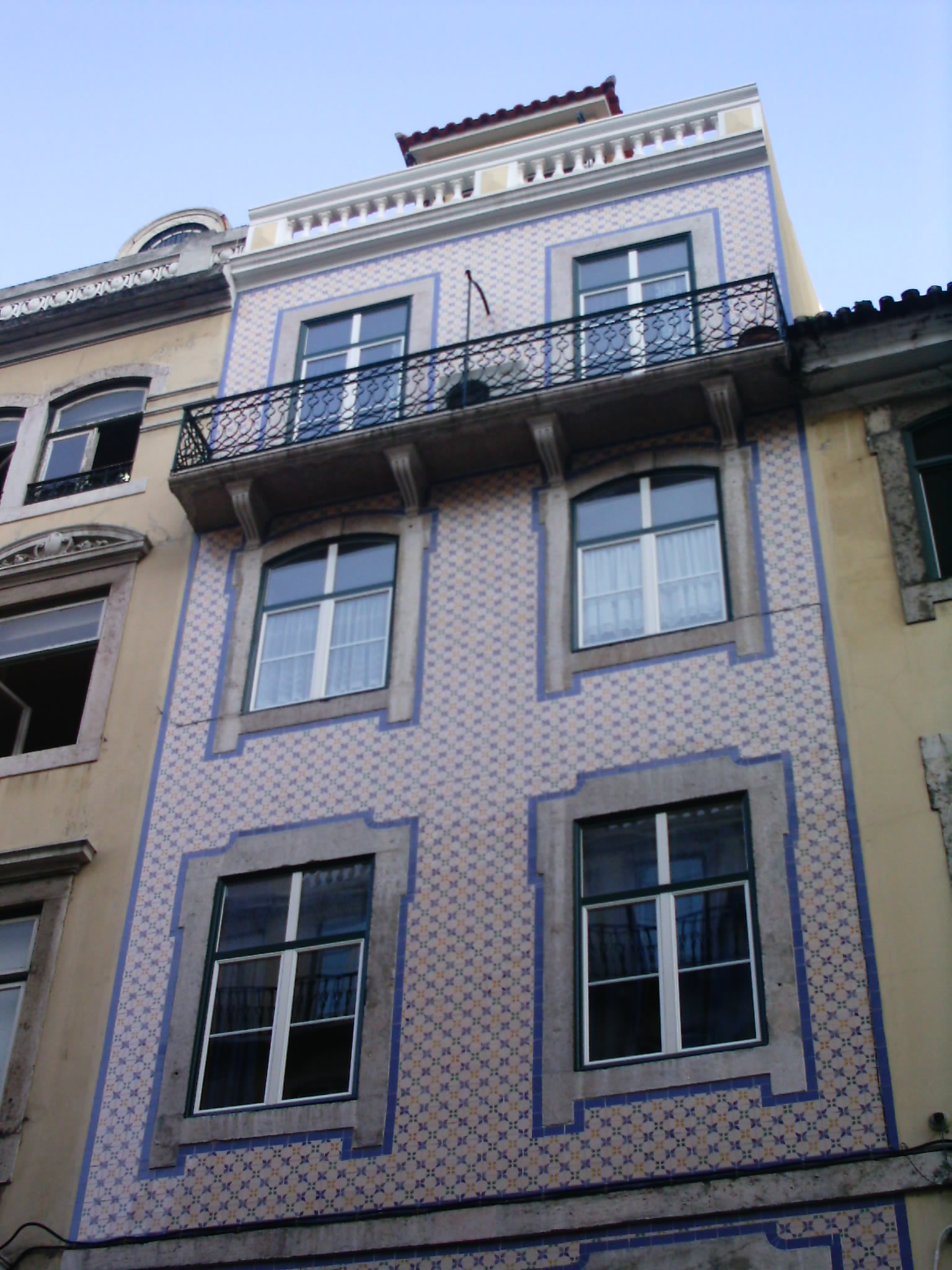
Характерна будівля в помбальському стилі в районі Байша Помбаліна, Лісабон

Помба́льський сти́ль (порт. Estilo pombalino) — стиль та період у розвитку португальської архітектури другої половини XVIII століття. Названий по імені видатного державного діяча помбальського маркіза Себаштіана де Карвалю, який був фактичним правителем Португалії при королі Жузе I (1750–1777) і керував відновленням країни після руйнівного Лісабонського землетрусу 1755 року.
Для стилю характерна увага до палацової та садово-паркової архітектури.

## Передісторія
У 1755 році відбувся один з найстрашніших землетрусів за всю історію Європи. Його епіцентр знаходився в океані, в прибережній зоні Лісабона, тому від цієї катастрофи найбільше постраждала португальська столиця. Підземні поштовхи, а пізніше — пожежі, зруйнували весь район Байша. Однак не лише Лісабон, а й інші прибережні міста постраждали від землетрусу, тому в середині століття довелося заново вибудовувати значну частину країни.

## Азулежу
Після землетрусу азулежу стали застосовувати по-новому. Місту було потрібно багато матеріалу для реконструкції, і маркіз Помбал (найбільший державний діяч при королі Жозе I) зрозумів, що кахель є достатньо дешевим, міцним та довговічним матеріалом для оздоблення будинків, що спровокувало величезний попит на плитку. Таким чином, кахлі з простими візерунками стали прикрашати багато будинків у лісабонському районі Байша. Вони стали однією з відмінних рис стилю, який, по імені маркіза Помбала, який перебудував місто після землетрусу, стали називати стиль помбальським.

## Зображення святих на плитці
Після землетрусу, який зачепив усю країну, і найбільше Лісабон, на фасадах багатьох будинків стали робити зображення святих, які повинні, на думку жителів, зберегти їх від катастроф. Такі зображення, викладені кахлями, досі можна побачити на португальських будинках.